# Ernst Groß
Ernst Groß (* 6. Oktober 1872 in Danzig-Neufahrwasser, Deutsches Kaiserreich; † 1930 in Freie Stadt Danzig) war ein Verwaltungsbeamter und Direktor des Volkstages in Danzig.

## Leben
Ernst Groß besuchte die Mittelschule zu St. Katharinen in Danzig und arbeitete danach als Volontär beim Landratsamt Danzig und Danziger Niederung.
Anschließend begann er seinen Militärdienst als Freiwilliger beim Westpreußischen Feldartillerie-Regiment Nr. 36. Dort erlangte er den Rang eines Zahlmeisteraspiranten. Nach zwölf Jahren beendete er die Militärzeit.
Ernst Groß ging in den Verwaltungsdienst der Stadt Danzig. Er wurde zuerst Magistratsassistent, dann Stadtsekretär, Oberbuchhalter und schließlich Direktor der städtischen Betriebskasse. Im Ersten Weltkrieg war er Feldintendantursekretär.
Ende 1919 wurde Ernst Groß Vorsitzender des Beamtenausschusses und des Verbandes der Kommunalbeamten in Danzig. Seit 1920 war er Direktor der Verwaltung des neuen Volkstages der Freien Stadt Danzig. Von 1924 bis 1928 war er auch Abgeordneter in der Stadtbürgerschaft für die Deutschliberale Partei.
Ernst Groß verfasste ein Politisches Handbuch der Freien Stadt Danzig, 1924, mit vielen statistischen Angaben und den Kurzbiographien aller Volkstagsabgeordneten.